# 浮腎
浮腎（Nephroptosis）是由於腎臟外部在正常情況下沒有其他固定的組織結構支撐，若其外包覆脂肪囊（adipose capsule）的脂肪量過少，或是缺乏腎囊（renal capsule），將造成浮動的現象，又稱為游離腎。這種症狀好發於高瘦者，因腎臟過度晃動容易出血，會有血尿產生。

## 病因
據信是由於支撐腎上腺筋膜的缺乏所致。

## 外部連接
- Barber N, Thompson P. . Eur Urol. 2004, 46 (4): 428–33. PMID 15363554. doi:10.1016/j.eururo.2004.03.023.
- . Medcyclopaedia. GE. （原始内容存档于2012-06-14）.